# Parafia Świętego Ducha w Trzebiatowie
Parafia Świętego Ducha – parafia prawosławna w Trzebiatowie, w dekanacie Szczecin diecezji wrocławsko-szczecińskiej.
Na terenie parafii funkcjonuje 1 kaplica:
- kaplica Świętego Ducha w Trzebiatowie – parafialna

## Historia
Parafia została erygowana 19 września 1956. Od początku użytkuje poewangelicką XIII-wieczną kaplicę, zaadaptowaną do potrzeb liturgii prawosławnej.
Początkowo do parafii należało 150 rodzin. W późniejszym okresie większość wiernych powróciła w rodzinne strony. W 2013 wspólnota liczyła 10 rodzin.

## Wykaz proboszczów
- 1953–1955 – ks. Juwenaliusz Wołoszczuk
- 1956–1958 – ks. Dymitr Doroszkiewicz
- 1958–1962 – ks. Juwenaliusz Wołoszczuk
- 1960–1964 – ks. Anatol Kuczyński
- 1965–1966 – ks. Michał Kochański
- 1966–1967 – ks. Juwenaliusz Wołoszczuk
- 1968–1969 – hieromnich Serafin (Chańko)
- 1969–1971 – ks. Jan Mironko
- 1972–1975 – ks. Jan Zawadzki
- 10.03.1975 – 1979 – ks. Juwenaliusz Wołoszczuk
- 1980–1981 – ks. Eugeniusz Marczuk
- 1981 – 3.12.1983 – ks. Juwenaliusz Wołoszczuk
- 1984–1989 – ks. Jerzy Ignatowicz
- od 1989 – ks. Andrzej Demczuk